# Musée du cinéma de Melgaço
Le Musée du cinéma de Melgaço est situe à Melgaço, Portugal. C'est un musée thématique, consacré à l'histoire du cinéma. Le musée se situe au cœur du centre historique de la municipalité, dans un bâtiment précédemment occupé par la Guarda Fiscal (pt) (ancien corps militaire portugais), acquis spécialement par la mairie pour le musée. Son niveau inférieur est consacré à une zone d'expositions permanentes, avec un petit auditorium. L'étage est consacré notamment aux expositions temporaires.

## Histoire
La collection a été offerte par le cinéphile français d'origine russe Jean-Loup Passek, directeur du département cinématographique du Centre Georges-Pompidou, à Paris, fondateur et directeur du Festival international du film de La Rochelle et créateur du Caméra d'or du Festival de Cannes, poste qu'il a abandonné pour se consacrer à la gestion de sa collection et au musée à Melgaço.
Dans un interview, il explique que son histoire d'amour avec le Portugal naît durant le tournage de scènes lors de travaux d'agrandissements du Métro de Paris, au début des années 1970, où il rencontre deux travailleurs immigrants issus de Melgaço, António Souto et António Alves. Une amitié forte nait de cette rencontre. Plusieurs années plus tard, il fut membre du jury du festival de cinéma Fantasporto et acheta une petite maison à Melgaço, et en fit construire une autre près de la mer, au nord de Nazaré, alternant entre ces résidences et celle du Quartier latin jusqu'à son décès en 2016. A la question sur le choix d'une petite municipalité du Minho pour y entreposer sa collection, il répond "Personne ne m'a rien proposé de concret en France. J'ai dépense mon argent pour cette collection, et je ne voulais pas que cette collection reste en France. Je me sens un peu égoïste. Pour moi, le Portugal est ce qui compte".
Le musée a ouvert ses portes le 3 juin 2005.
En 2016, après le décès de Jen-Loup Passek, Bernard Despomadères, un ami de la famille et cinéphile, responsable du domaine culturel à l'Institut Français de Porto, lui succéda à la coordination du Musée avec son épouse Estela Cunha. En prenant l'engagement de préserver l'héritage de Passek, une nouvelle aile documentaire du musée sera construite dans le bâtiment de l'ancien cinéma Pelicano, également dans le centre historique de Melgaço. Ce projet n'a pas encore de date de finalisation annoncée.

## Collection
Dans le musée on peut observer machines et objets du précinéma, comme des lanternes magiques, des zootropes, des praxinoscopes, des affiches originales en toile, photographies et divers documents en excellent état de conservation.

## Expositions temporaires
2005- Divas du cinéma
2006 - L'âge d'or du cinéma français: 1930 - 1960
2007 - Le cinéma burlesque américain
2008 - Hommage à Federico Fellini: 1930 - 1993
2009 - L'apogée du cinéma japonais: 1940 - 1990
2011 - Ingmar Bergman: 1918 - 2007
2012 - Un regard sur le cinéma cubain
2013 - Le cinéma espagnol
2014 - Le cinéma portugais: 1974 - 1983
2015 - Manoel de Oliveira
2016 - Histoires sans mots (cinéma muet)
2017 - L'âge d'or de l'affiche de cinéma polonais
2018 - Anna Magnani: 1908 - 1973
2019 - 120x60 (affiches emblématiques de l'histoire du cinéma)